# Paragagrella roeweri
Paragagrella roeweri is een hooiwagen uit de familie Sclerosomatidae.